# Ocupación de Cisjordania y Jerusalén Este por Jordania
La ocupación y anexión de Cisjordania y Jerusalén Este por Jordania (antes Transjordania) tuvo lugar a lo largo de un período de casi dos décadas (1948-1967) en las secuelas de la guerra árabe-israelí de 1948. Durante la guerra, la jordana Legión Árabe conquistó la ciudad vieja de Jerusalén y tomó el control del territorio del lado occidental del río Jordán, incluyendo las ciudades de Jericó, Belén, Hebrón y Nablus. Hacia el final de las hostilidades, Jordania tenía el completo control de Cisjordania.
Jordania se anexó formalmente Cisjordania el 24 de abril de 1950. La anexión fue considerada como ilegal y nula por la Liga Árabe y otros países. Fue reconocida únicamente por el Reino Unido, Irak y Pakistán. La anexión jordana de Cisjordania duplicó la población de Jordania.

## Historia

### Guerra árabe-israelí de 1948
El 14 de mayo de 1948, David Ben-Gurión, en nombre de la dirigencia judía, declaró «el establecimiento de un Estado judío en Eretz Israel, el Estado de Israel». La jordana Legión Árabe, bajo el liderazgo de Sir John Bagot Glubb, conocido como Glubb Pasha, recibió la orden de entrar en Palestina, asegurar el área árabe designado por la ONU, y luego entrar en el corpus separatum de Jerusalén, como lo definía el Plan de Partición de la ONU pero en contra del mismo, pues el corpus debía permanecer bajo control internacional.
El 22 de septiembre de 1948, el Gobierno de Toda Palestina se estableció en Gaza, ocupada por Egipto. El 30 de septiembre, el Primer Congreso de Palestina, que vio a Palestina como una parte de Siria, denunció al «gobierno» de Gaza. La Conferencia de Jericó de diciembre de 1948, una reunión de líderes palestinos prominentes y el rey Abdullah, votó a favor de la anexión a lo que era entonces Transjordania.
Hacia el final de la guerra, las fuerzas jordanas tenían el control sobre Cisjordania, incluida Jerusalén Este. El 3 de abril de 1949, Israel y Jordania firmaron un acuerdo de armisticio. Los puntos principales incluyeron:
- Se mantenían las fuerzas jordanas en la mayoría de las posiciones obtenidas en Cisjordania, particularmente Jerusalén Este, que incluía la Ciudad Vieja.
- Jordania retiró sus fuerzas de sus posiciones de la llanura de Sharon. A cambio, Israel acordó permitir que las fuerzas jordanas asumieran el control de las posiciones previamente controladas por las fuerzas iraquíes en Cisjordania.
- Un comité especial debía ser formado para tomar las medidas para el movimiento seguro del tráfico entre Jerusalén, el Monte Scopus y el campus de la Universidad Hebrea de Jerusalén, y a lo largo de la carretera Latrún–Jerusalén, con acceso libre a los lugares santos, y otros asuntos. El comité no se formó, y el acceso a los Santos Lugares se le negó a los israelíes durante la ocupación jordana.

El resto del área designada como parte del Estado árabe en el marco del plan de partición de la ONU fue parcialmente ocupada por Egipto (Franja de Gaza), y en parte ocupada y anexada por Israel (oeste del Néguev, oeste de Galilea y Jaffa). El enclave internacional previsto de Jerusalén fue dividido entre Israel y Jordania. Los jordanos expulsaron inmediatamente a todos los residentes judíos de Jerusalén Este. Todos excepto una de los 35 sinagogas en la Ciudad Vieja fueron destruidas en el transcurso de los próximos 19 años, ya fuera arrasadas o utilizadas como establos y gallineros. Muchos otros edificios históricos y religiosamente significativos fueron reemplazados por estructuras modernas. El antiguo cementerio judío en el Monte de los Olivos fue profanado, y las lápidas fueron utilizados para la construcción, pavimentación de caminos y revestimiento de letrinas; la carretera al Hotel Intercontinental fue construida en la parte superior del sitio.

### Anexión

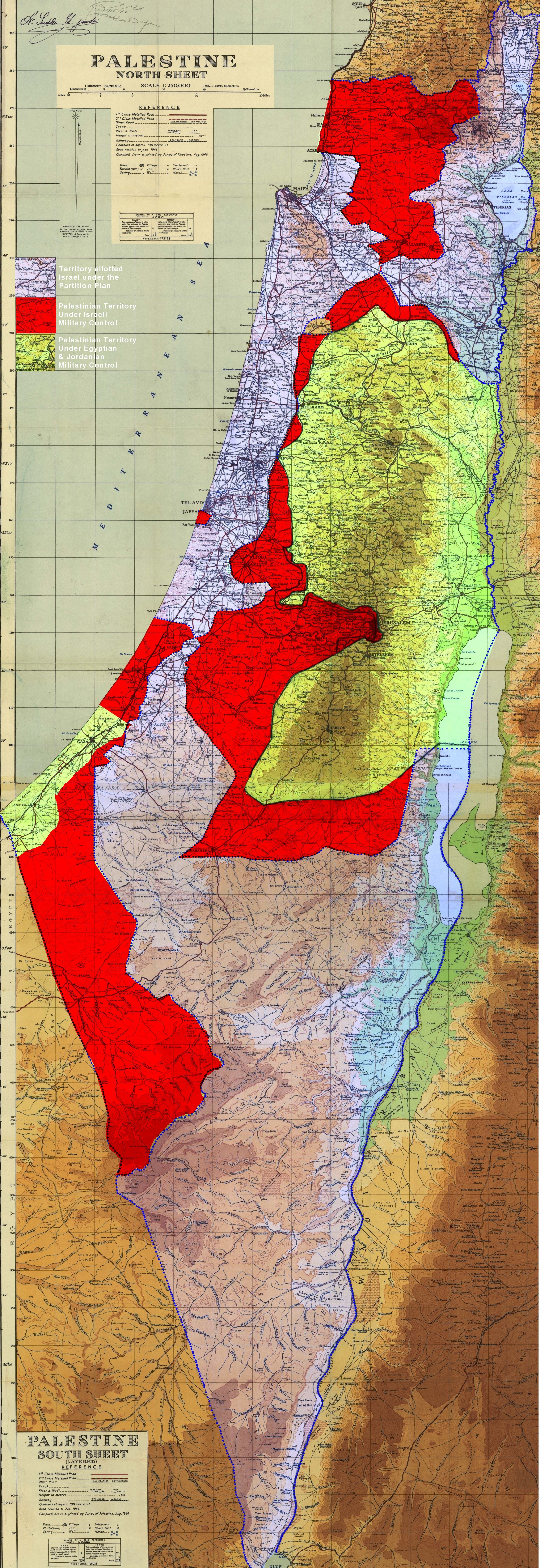
Líneas de demarcación del armisticio 1949 - 1967
Israel, primero reconocido por los EE.UU., 15 de mayo de 1948.
Asignado para el estado árabe y el Corpus separatum de Jerusalén-Belén, ocupada por Egipto (febrero de 1949) y Jordania (abril de 1949).
Asignado para el estado árabe y el Corpus separatum de Jerusalén-Belén, ocupado por Israel (febrero/abril de 1949).

En marzo de 1948, el Consejo de Ministros británicos habían acordado que las autoridades civiles y militares en Palestina deben hacer esfuerzos para oponerse a la creación de un Estado judío o un movimiento en Palestina desde Transjordania.
Estados Unidos, junto con el Reino Unido, estaba a favor de la anexión por Transjordania. El Reino Unido prefería permitir al rey Abdullah anexarse el territorio en la fecha más temprana, mientras que Estados Unidos prefirió esperar hasta después de la conclusión de las intermediadas negociaciones de Comisión de Conciliación de Palestina.
Jordania se anexó formalmente Cisjordania el 24 de abril de 1950, dando automáticamente a todos los residentes la ciudadanía jordana. Los residentes de Cisjordania ya habían recibido el derecho a reclamar la ciudadanía jordana en diciembre de 1949.
La anexión de Jordania fue ampliamente considerada como ilegal y nula por la Liga Árabe y otros. Elihu Lauterpacht, un experto jurídico internacional, lo describió como un movimiento que «por completo carecía de justificación legal». La anexión formaba parte de la política expansionista jordana del «Plan de la Gran Siria», y en respuesta, Arabia Saudita, Líbano y Siria se unieron a Egipto para exigir la expulsión de Jordania de la Liga Árabe. Una moción para expulsar a Jordania desde la Liga fue impedida por los votos en contra de Yemen e Irak. El 12 de junio de 1950, la Liga Árabe declaró que la anexión era una medida temporal, práctica y que Jordania estaba sosteniendo el territorio como un «administrador» en espera de una solución en el futuro. El 27 de julio de 1953, el rey Hussein de Jordania anunció que Jerusalén Este era «la capital alternativa del Reino Hachemita» y formaría una «parte integral e inseparable» de Jordania. En un discurso ante el parlamento en Jerusalén en 1960, Hussein llamado ciudad la «segunda capital del Reino Hachemita de Jordania».
Sólo el Reino Unido reconoció formalmente la anexión de Cisjordania, de facto en el caso de Jerusalén Este. El Departamento de Estado de los Estados Unidos también reconoció la extensión de la soberanía jordana. A menudo se afirma que Pakistán reconoció la anexión de Jordania también, pero esto es dudoso.
En 1950, los británicos extendieron el reconocimiento formal del Reino Hachemita y la unión de esa parte de Palestina bajo la ocupación y el control de Jordania, con la excepción de Jerusalén. El gobierno británico declaró que consideraba que las disposiciones del tratado anglo-jordano de alianza de 1948 eran aplicables a todo el territorio incluido en el reino hachemita. A pesar de la oposición de la Liga Árabe, los habitantes de Cisjordania se convirtieron en ciudadanos de Jordania.
Las tensiones continuaron entre Jordania e Israel a través de la década de 1950, con las guerrillas palestinas y comandos israelíes cruzando la Línea Verde. Abdullah I de Jordania, que se había convertido en emir de Transjordania en 1921 y en rey en 1923, fue asesinado en 1951 durante una visita a la mezquita de Al-Aqsa en el Monte del Templo, en Jerusalén Este, por un pistolero palestino tras los rumores de que estaba discutiendo un tratado de paz con Israel. Las investigaciones encontraron que este asesinato había sido planeado por el coronel Abdullah el-Tell, exgobernador militar de Jerusalén, y Musa Abdullah Husseini. Fue sucedido por su nieto el rey Hussein de Jordania, una vez que cumplió la mayoría de edad en 1953, tras el breve reinado de su padre Talal.

### Ocupación jordana
A diferencia de cualquier otro país árabe a los que huyeron después de la guerra árabe-israelí de 1948, a los refugiados palestinos de Cisjordania (y a los de Transjordania) se les dio la ciudadanía jordana sobre la misma base que los residentes existentes. Sin embargo, muchos de los refugiados siguieron viviendo en campamentos y se basaron en la asistencia de la UNRWA para su sustento. Los refugiados palestinos constituían más de un tercio de la población del reino de 1,5 millones.
En el parlamento jordano, Transjordania y Cisjordania recibieron 30 plazas cada uno, debido a que tenían más o menos iguales poblaciones. Las primeras elecciones se celebraron el 11 de abril de 1950. A pesar de que Cisjordania todavía no había sido anexada, se les permitió votar a sus residentes. Las últimas elecciones jordanas en el que los residentes de Cisjordania votarían fueron las de abril de 1967, pero sus representantes parlamentarios continuarían en su cargo hasta 1988, cuando los asientos de Cisjordania fueron finalmente abolidos.
La agricultura seguía siendo la actividad principal del territorio. Cisjordania, a pesar de su área más pequeña, contenía la mitad de las tierras agrícolas de Jordania. En 1966, el 43 % de la fuerza laboral de 55.000 personas trabajaba en la agricultura, y 2.300 km² estaban bajo cultivo, números que han caído considerablemente desde entonces. En 1965, se emplearon 15.000 trabajadores en la industria, la producción de 7% del PIB. Este número se redujo después de la guerra de 1967, y no se superó hasta 1983. La industria del turismo también jugó un papel importante. 26 ramas de 8 bancos árabes estaban presentes. El dinar jordano se convirtió en moneda de curso legal, y sigue siendo así en la actualidad.
Hubo un flujo significativo de la población de Cisjordania a la orilla oriental, en particular, a la capital, Amán.

### El acceso a los lugares sagrados
Jordania estaba obligada por el marco de los Acuerdos de Armisticio del 3 de abril de 1949 a permitir «el libre acceso a los lugares sagrados y de las instituciones culturales y el uso de los cementerios en el Monte de los Olivos». A los peregrinos cristianos se les permitió visitar el Monte del Templo, pero a los judíos de todos los países y a los israelíes no judíos se les prohibió entrar en Jordania y, por lo tanto, no podría viajar a la zona. Los turistas que entraban al este de Jerusalén tenían que presentar certificados de bautismo u otra prueba de que no eran judíos.
El comité especial que tenía que hacer los arreglos para las visitas a los lugares santos nunca se formó y a los israelíes, independientemente de su religión, se le prohibió entrar en la Ciudad Vieja y otros lugares sagrados. El barrio judío y sus antiguas sinagogas fueron destruidas sistemáticamente, como la Sinagoga Hurva, y las lápidas del cementerio judío en el Monte de los Olivos se utilizaron para construir letrinas para los cuarteles del ejército de Jordania.

### Guerra de los Seis Días
Tras el final de la Guerra de los Seis Días, la Cisjordania anteriormente jordana con su millón de habitantes palestinos fue objeto de la ocupación militar israelí. Unos 300.000 refugiados palestinos huyeron a Jordania. Después de 1967, se concedió a todos los grupos religiosos la administración sobre sus propios lugares sagrados, mientras que la administración del Monte del Templo (sagrado para judíos, cristianos y musulmanes) permaneció en manos del waqf islámico, que había desempeñado esta responsabilidad durante ocho siglos.

## Consecuencias
El 31 de julio de 1988, Jordania renunció a sus pretensiones sobre Cisjordania (con la excepción de la tutela sobre los sitios sagrados musulmanes en Jerusalén), y reconoció a la Organización para la Liberación de Palestina como «el único representante legítimo del pueblo palestino».
Los Acuerdos de Oslo de 1993 entre la OLP e Israel «abrió el camino para Jordania para proceder en su propia vía de negociación con Israel». La Declaración de Washington fue rubricada un día después de la firma de los Acuerdos de Oslo. «El 25 de julio de 1994, el rey Hussein se reunió con el primer ministro israelí Isaac Rabin en el Jardín de las Rosas de la Casa Blanca, donde firmaron la Declaración de Washington, terminando formalmente el estado de 46 años de guerra entre Jordania e Israel». Por último, el 26 de octubre de 1994, Jordania firmó el tratado de paz con Israel, que normalizó las relaciones entre los dos países y resolvió las disputas territoriales entre estas.

## Galería

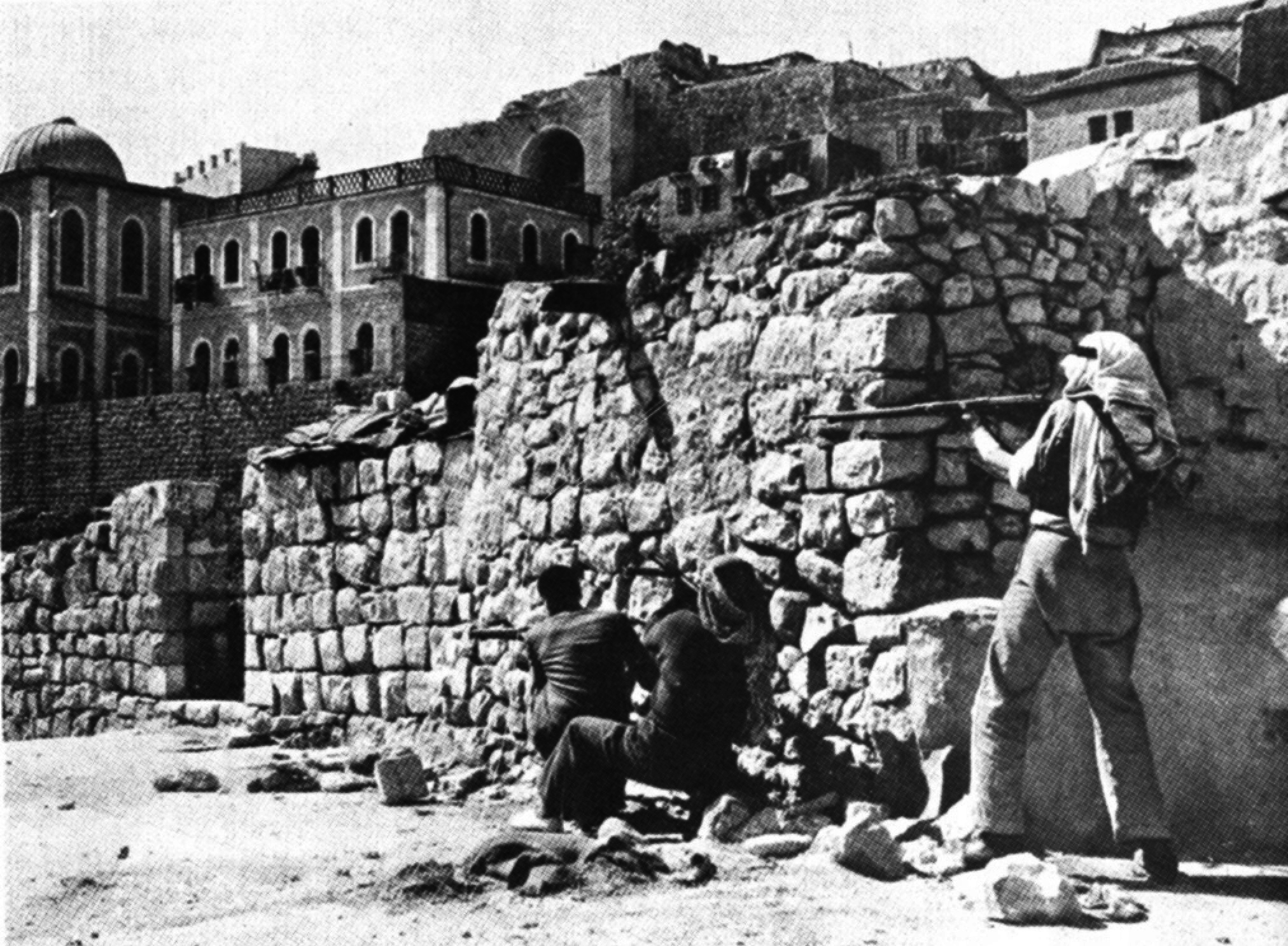
Legionarios árabes atacan la Yeshivá Porat Yosef, Ciudad Vieja de Jerusalén, 1948.
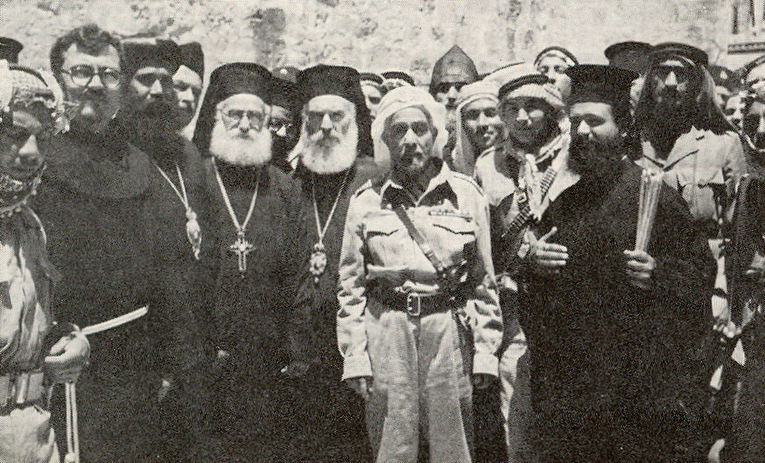
El rey Abdullah en la Iglesia del Santo Sepulcro (29 de mayo de 1948).
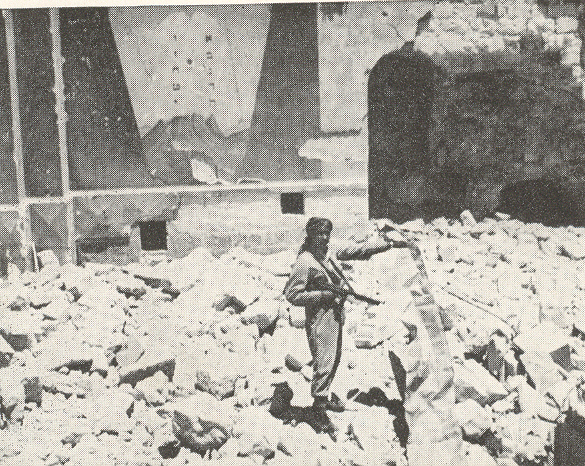
Soldado árabe de la Legión posando en las ruinas de la sinagoga Hurva, Jerusalén.
- Anuncio en la Cámara de los Comunes del reconocimiento del Estado de Israel y también de la anexión de Cisjordania por parte del Estado de Jordania.

## Lectura adicional
- Morris, Benny. (1999) Righteous Victims: A History of the Zionist-Arab Conflict, 1881-1999, Alfred A. Knopf. ISBN 0-679-42120-3
- Morris, Benny. (2003). The Birth of the Palestinian Refugee Problem Revisited. Cambridge: Cambridge University Press. ISBN 0-521-00967-7